# Patricia Chauvet
Patricia Chauvet-Blanc (ur. 11 maja 1967 w Villeneuve-Saint-Georges) – francuska narciarka alpejska, wicemistrzyni świata.

## Kariera
Po raz pierwszy na arenie międzynarodowej pojawiła się w 1985 roku, startując na mistrzostwach świata juniorów w Jasnej, gdzie zajęła 25. miejsce w jeździe i 12. miejsce w gigancie. Były to jej jedyne stary na imprezach tego cyklu.
Pierwsze punkty w zawodach Pucharu Świata zdobyła 30 listopada 1987 roku w Courmayeur, zajmując piąte miejsce w slalomie. Na podium zawodów pucharowych po raz pierwszy stanęła 19 grudnia 1987 roku w Piancavallo, kończąc slalom na drugiej pozycji. W zawodach tych rozdzieliła Christa Kinshofer z RFN i Veronikę Šarec z Jugosławii. Łącznie 12 razy stawała na podium, odnosząc przy tym jedno zwycięstwo: 24 stycznia 1993 roku w Haus triumfowała w slalomie. Najlepsze wyniki osiągnęła w sezonie 1992/1993, kiedy to w klasyfikacji generalnej zajęła 17. miejsce, a w klasyfikacji slalomu była trzecia.
W 1991 roku wystąpiła na mistrzostwach świata w Saalbach, gdzie zajęła siódme miejsce w slalomie. Wynik ten powtórzyła podczas rozgrywanych dwa lata później mistrzostw świata w Morioce. Największy sukces osiągnęła na mistrzostwach świata w Sierra Nevada w 1996 roku, gdzie zdobyła srebrny medal w slalomie. Uplasowała się tam między Pernillą Wiberg ze Szwecji i Uršką Hrovat ze Słowenii. Był to jej jedyny medal wywalczony na międzynarodowej imprezie tej rangi. W tej samej konkurencji była też czwarta podczas mistrzostw świata w Sestriere w 1997 roku, walkę i podium przegrywając z Karin Roten ze Szwajcarii o 0,22 sekundy.
Na igrzyskach olimpijskich w Calgary w 1988 roku była czternasta w swojej koronnej konkurencji. Na rozgrywanych cztery lata później igrzyskach olimpijskich w Albertville była szósta. Startowała także podczas igrzysk w Lillehammer w 1994 roku i igrzysk w Nagano w 1998 roku, jednak w obu przypadkach nie kończyła rywalizacji.
W 1998 roku zakończyła karierę.

## Osiągnięcia

### Igrzyska olimpijskie
| Miejsce | Dzień     | Rok  | Miejscowość | Konkurencja | Czas biegu | Strata | Zwyciężczyni     |
| ------- | --------- | ---- | ----------- | ----------- | ---------- | ------ | ---------------- |
| 14.     | 26 lutego | 1988 | Calgary     | Slalom      | 1:36,69    | +6,10  | Vreni Schneider  |
| 6.      | 20 lutego | 1992 | Albertville | Slalom      | 1:32,68    | +1,04  | Petra Kronberger |
| DNF1    | 26 lutego | 1994 | Lillehammer | Slalom      | 1:56,01    | -      | Vreni Schneider  |
| DNF1    | 19 lutego | 1998 | Nagano      | Slalom      | 1:32,40    | -      | Hilde Gerg       |

### Mistrzostwa świata
| Miejsce | Dzień     | Rok  | Miejscowość   | Konkurencja | Czas biegu | Strata | Zwyciężczyni       |
| ------- | --------- | ---- | ------------- | ----------- | ---------- | ------ | ------------------ |
| DNF1    | 7 lutego  | 1989 | Vail          | Slalom      | 1:30,88    | -      | Mateja Svet        |
| 7.      | 1 lutego  | 1991 | Saalbach      | Slalom      | 1:25,90    | +1,70  | Vreni Schneider    |
| 7.      | 9 lutego  | 1993 | Morioka       | Slalom      | 1:27,66    | +1,63  | Karin Buder        |
| 2.      | 24 lutego | 1996 | Sierra Nevada | Slalom      | 1:31,46    | +0,86  | Pernilla Wiberg    |
| 4.      | 5 lutego  | 1997 | Sestriere     | Slalom      | 1:43,88    | +1,82  | Deborah Compagnoni |

### Mistrzostwa świata juniorów
| Miejsce | Dzień     | Rok  | Miejscowość | Konkurencja | Czas biegu | Strata | Zwyciężczyni   |
| ------- | --------- | ---- | ----------- | ----------- | ---------- | ------ | -------------- |
| 25.     | 28 lutego | 1985 | Jasná       | Zjazd       | 1:22,12    | +5,76  | Astrid Geisler |
| 12.     | 1 marca   | 1985 | Jasná       | Gigant      | 2:14,02    | +6,83  | Anita Wachter  |

### Puchar Świata

#### Miejsca w klasyfikacji generalnej
- sezon 1987/1988: 25.
- sezon 1988/1989: 26.
- sezon 1989/1990: 25.
- sezon 1990/1991: 30.
- sezon 1991/1992: 89.
- sezon 1992/1993: 17.
- sezon 1993/1994: 35.
- sezon 1994/1995: 32.
- sezon 1995/1996: 34.
- sezon 1996/1997: 50.
- sezon 1997/1998: 84.

#### Miejsca na podium w zawodach
1. Piancavallo – 19 grudnia 1987 (slalom) – 2. miejsce
2. Saas Fee – 18 stycznia 1988 (slalom) – 3. miejsce
3. Mellau – 8 stycznia 1989 (slalom) – 3. miejsce
4. Maribor – 21 stycznia 1990 (slalom) – 3. miejsce
5. Åre – 18 marca 1990 (slalom) – 2. miejsce
6. Valzoldana – 2 grudnia 1990 (slalom) – 3. miejsce
7. Haus – 24 stycznia 1993 (slalom) – 1. miejsce
8. Hafjell – 14 marca 1993 (slalom) – 3. miejsce
9. Vemdalen – 19 marca 1993 (slalom) – 2. miejsce
10. Morzine – 6 stycznia 1994 (slalom) – 3. miejsce
11. Crans-Montana – 21 grudnia 1996 (slalom) – 3. miejsce
12. Semmering – 29 grudnia 1996 (slalom) – 2. miejsce